# Powiat Hajdúnánás
Powiat Hajdúnánás (węg. Hajdúnánási járás) – jeden z dziewięciu powiatów komitatu Hajdú-Bihar na Węgrzech. Siedzibą władz jest miasto Hajdúnánás.

## Miejscowości powiatu Hajdúnánás
- Folyás
- Görbeháza
- Hajdúnánás
- Polgár
- Tiszagyulaháza
- Újtikos